# Mistrzostwa Świata w biegu 6-dniowym 2024
Mistrzostwa Świata w biegu 6-dniowym 2024 – zawody lekkoatletyczne, które odbyły się 5-11 września 2024 w Balatonfüred.

## Medaliści
|                         | 1. miejsce                                    | Rezultat    | 2. miejsce                                      | Rezultat    | 3. miejsce                                     | Rezultat    |
| Mężczyźni indywidualnie | Matthieu Bonne                                | 1045,519 km | Bartosz Fudali                                  | 842,096 km  | Szabolcs Beda                                  | 818,260 km  |
| Mężczyźni drużynowo     | Belgia 1. Matthieu Bonne · 2. Ludo Depoortere | 1696,799 km | Węgry 1. Szabolcs Beda · 2. Gyula Sárosi        | 1620,692 km | Polska 1. Bartosz Fudali · 2. Michał Koziarski | 1598,720 km |
| Kobiety indywidualnie   | Zsuzsanna Maráz                               | 804,946 km  | Viktoria Brown                                  | 718,719 km  | Marianne Mäkinen                               | 713,178 km  |
| Kobiety drużynowo       | Węgry 1. Zsuzsanna Maráz · 2. Viktoria Brown  | 1523,665 km | Finlandia 1. Marianne Mäkinen · 2. Paula Wright | 1346,630 km | Niemcy 1. Andrea Mehner · 2. Anke Kütbach      | 1276,004 km |